# Milli Martinelli
Milli Martinelli (21 aprile 1926 – Bormio, 17 agosto 2018) è stata una scrittrice, traduttrice e slavista italiana.

## Biografia
Sposata con Roberto De Monticelli, con lui ha avuto due figli, Guido e Roberta. Studiosa di letteratura russa, ha esordito nel 2008 nella narrativa con Storia di un'idiota, romanzo dai tratti autobiografici.

## Opere

### Curatele
- Antologia della letteratura russa Milano, Fabbri, 1969 (2 voll., con Giovanni Buttafava)
- Teatro satirico russo 1925-1934, Milano, Garzanti, 1979
- Michail Afanas'evič Bulgakov, La guardia bianca, Milano, BUR, 1990
- Michail Afanas'evič Bulgakov, Appunti di un giovane medico, Milano, BUR, 1990
- Russia: l'ultimo inganno. Forse il diavolo ha acceso ancora le luci, Milano, Baldini & Castoldi, 1995
- Michail Afanas'evič Bulgakov, Tutto il teatro, Milano, BUR, 2004

### Narrativa
- Ancora e sempre aprile, Milano, La Biblioteca dei Libri Perduti, 2016
- Storia di un'idiota, Milano, Archinto, 2008

### Saggi
- Il Settecento russo: storia e testi della letteratura russa, Milano, UNICOPLI, 1997
- Leggere Dostoevskij: viaggio al centro dell'uomo, Milano, UNICOPLI, 1999

### Traduzioni
- Ivan Sergeevič Turgenev, Tutti i romanzo; Rudin; Un nido di nobili; Alla vigilia; Padri e figli; Fumo; Terra vergine, Milano, Mursia, 1959 (con altri)
- Lev Tolstoj, Racconti e novelle 1852-1886, Milano, Mursia, 1960 (con altri)
- Lev Tolstoj, Teatro; Scritti autobiografici, Milano, Mursia, 1960 (con altri)
- Michail Afanas'evič Bulgakov, I giorni del Turbin; Ivan Vasilevic; La corsa, Milano, Bompiani, 1968 (con Giovanni Buttafava)
- Aleksandr Isaevič Solženicyn, Il cervo e la bella del campo; Una candela al vento, Torino, Einaudi, 1970
- Racconti di un pellegrino russo, introduzione di Cristina Campo, 1ª ed., Milano, Rusconi, 1973
- Aleksandr Nikolaevič Ostrovskij, La foresta, Verona, Anteditore, 1976
- Jurij Oleša, La congiura dei sentimenti, Verona, Anteditore, 1976
- Lev Tolstoj, Chadzi-Murat, Milano, Emme, 1976
- Michail Afanas'evič Bulgakov, Il maestro e Margherita, Milano, BUR, 1977
- Nikolaj Ėrdman, Il mandato, Milano, Feltrinelli, 1977
- Vladimir Gubarev, Il sarcofago,Milano, Il lichene, 1987
- Fëdor Dostoevskij, Delitto e castigo, Milano, Rusconi, 1989
- Edvard Radzinskij, Una vecchia attrice nel ruolo della moglie di Dostoevskij, Milano, Ricordi, 1989
- Lev Tolstoj, Resurrezione, Trento, Gente, 1989
- Michail Afanas'evič Bulgakov, Romanzo teatrale: le memoria di un defunto, Milano, BUR, 1992
- Fëdor Dostoevskij, Memorie dal sottosuolo, Milano, Rizzoli, 1995